# Flughafen Isle of Man

i7
i11
i13
Der Flughafen Isle of Man (englisch Isle of Man Airport, Manx Pur Aer Vannin, IATA-Code: IOM, ICAO-Code: EGNS) ist der einzige Verkehrsflughafen der Isle of Man. Er befindet sich südwestlich der Hauptstadt Douglas bei Ronaldsway und ist neben dem Hafen der wichtigste Zugang zur Insel in der Irischen See.

## Geschichte

### Vor dem Zweiten Weltkrieg
Ronaldsway wurde 1928 erstmals als Start- und Landeplatz benutzt. Die Passagierflüge ins Vereinigte Königreich, ausgeführt durch Blackpool und West Coast Air Services, starteten 1933. Ein Jahr später, 1934, wurde das Angebot durch Aer Lingus und Railway Air Services ausgebaut. 1937 übernahm die Firma Isle of Man Air Services die Dienste der Railway Air Services. 1936, beim Ausbau des Flughafens, wurde ein Massengrab entdeckt, in dem vermutlich die Soldaten der Schlacht von Ronaldsway begraben sind.

### Zweiter Weltkrieg

#### RAF Ronaldsway

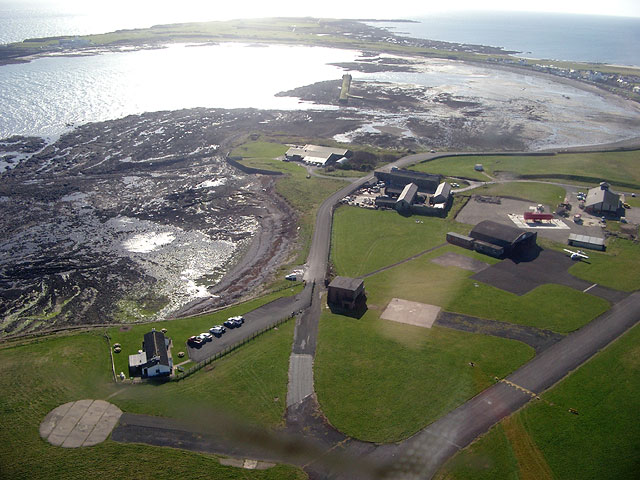
RAF Ronaldsway

Zu Beginn des Zweiten Weltkriegs übernahm die Royal Air Force die Kontrolle über den Flughafen. Der nun RAF Ronaldsway genannte Flughafen war einer der wenigen, der während der Kriegszeit die zivilen Passagierflüge weiterführte. 1943 wurde der Flugplatz an die Admiralität übergeben und zur Trainingsstation für die Fleet Air Arm ausgebaut.

#### HMS Urley
Als Basis der Fleet Air Arm nun RNAS (Royal Naval Air Station) Ronaldsway genannt, wurde der Flughafen 1943 für fast zwölf Monate stillgelegt und umfassend erweitert. Im Sommer 1944 war der Ausbau vom Gras-Landeplatz mit wenigen Hangars zu einem 4-Landebahnen-Flughafen fertiggestellt. Mit der Erweiterung wurden dort drei Schulungsstaffeln der Royal Navy, die unter anderem mit Fairey Barracuda Torpedobombern ausgerüstet waren, stationiert.
1944 wurde der Flughafen in HMS Urley (Urley=Adler in manx) umbenannt und bis 1945 betrieben.

### Nachkriegszeit
Schon kurz nach Kriegsende wurde der Flughafen nur noch für zivile Flüge benutzt, allerdings blieb das Gelände im Besitz der Admiralität. Erst 1948 wurde es für 200.000 Pfund an die Regierung der Isle of Man verkauft, ein geringer Preis verglichen mit den Kosten von einer Million Pfund für den Ausbau und den 105.000 Pfund für den Ankauf des Geländes durch die Admiralität. In den ersten Nachkriegsjahren bedienten verschiedene einheimische Airlines die Flüge zum Festland. Heutzutage informiert das Manx Military and Aviation Museum neben dem Flughafen über die Geschichte der Luftfahrt auf der Insel.

### Jüngere Entwicklung

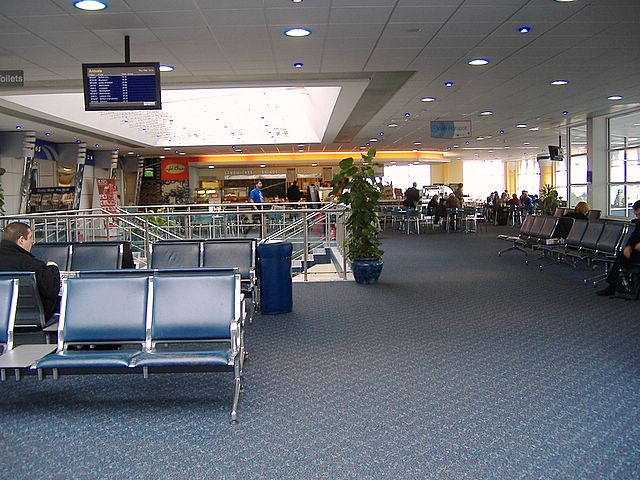
Innenansicht des Terminals

Ein umfangreicher Ausbau des Flughafens begann 1998. Im März 2000 wurde der Anbau eröffnet, in dem sich der Ankunftsbereich, die Gepäckhalle, die Abflug-Lounge und der Restaurantbereich befinden. Der alte Teil des Flughafens wurde renoviert und bietet nun verbesserte Check-In-Anlagen und Büros. 2008 wurde mit den Arbeiten für die Verlängerung und Erneuerung der Landebahn begonnen. Hierzu wurde eine künstliche Landzunge geschaffen. Weiterhin wurde ein neuer Kontrollturm errichtet.

## Statistiken
2009 reisten 708.127 Passagiere an beziehungsweise ab, das ist gegenüber 2008 ein Verlust von 6,1 %. Ende der 1990er-Jahre wurden etwa 4000 Tonnen Fracht jährlich transportiert, nach dem Zusammenbruch der Emerald Airways wurden 2009 allerdings nur noch etwa 500 Tonnen befördert.

## Fluggesellschaften und Ziele
| Fluggesellschaft                       | Flugziel                                                                         |
| -------------------------------------- | -------------------------------------------------------------------------------- |
| Aer Lingus Regional                    | Dublin                                                                           |
| British Airways betrieben von Loganair | London City                                                                      |
| Eastern Airways                        | Teesside (beginnt am 30. Mai 2020)                                               |
| easyJet                                | Belfast–International, Bristol, Liverpool, London–Gatwick Saisonal: London–Luton |
| Loganair                               | Edinburgh, Liverpool                                                             |

## Zwischenfälle
- Am 30. Juni 1962 brach an einer Bristol 170 Mk.21 der Silver City Airways (Luftfahrzeugkennzeichen G-AGVC) bei der Landung auf dem Flughafen Ronaldsway das Fahrwerk zusammen. Die Maschine wurde irreparabel beschädigt, die Insassen blieben unverletzt. (Anmerkung: In der Quelle Aviation Safety Network wird der Betreiber fälschlich als „Manx Airlines“ bezeichnet.)[6][7]